# Аліса (серіал, 2020)
Аліса (кор. 앨리스) — це науково-фантастичний південнокорейський серіал, що розповідає про подорожі в часі. Серіал показувався на каналі SBS щоп'ятниці та щосуботи з 28 серпня по 25 жовтня 2020. У головних ролях Кім Хі Сон, Чу Вон, Квак Сі Ян, Лі Та Ін, Кім Сан Хо та Чхве Вон Йон.

## Сюжет
2050 рік і люди навчилися подорожувати в часі завдяки використанню механізму «Аліса», що робить подорожі в часі можливим. Однак з'явилися чутки на основі пророцтва, в яких йдеться про те, що подорожі в часі можуть підійти до кінця. Тому Ю Мін Хьок і Юн Тхе І вирушають в 1992 рік, щоб здобути пророцтво. Однак під час операції Юн Тхе І дізнається, що вона вагітна, а тому вирішує покинути Мін Хьок і залишитися в 1992 році. Вона змінює своє ім'я на Пак Сон Йон та народжує сина Пак Чін Ґьома, який має проблеми з психічним здоров'ям внаслідок отримання дози радіації. 2010 року за дивних обставин вбивають Пак Сон Йон. Через 10 років після того Пак Чін Ґьом вирішує повторно провести розслідування вбивства своєї матері. Під час своїх пошуків він випадково зустрічається з професором Юн Тхе І, яка виглядає так само як і його мати.

## Акторський склад

### Головні ролі
- Кім Хі Сон як Юн Тхе І/Пак Сон Йон[3][4]
- Чу Вон як Пак Чін Ґьом[3][4]
- Квак Сі Ян як Ю Мін Хьок[5][6]
- Лі Та Ін як Кім То Йон[5]
- Кім Сан Хо як Ко Хьон Сок
- Чхве Вон Йон як Сок О Вон

### Другорядні ролі

#### Працівники поліцейської дільниці
- Лі Че Юн як Кім Тон Хо
- Чон Ук як Ха Йон Сок
- Сон Чі Хьок як Хон Чон Ук
- Чхве Хон Іль як Юн Чон Су

#### Працівники «Аліси»
- Кім Кьон Нам як Кі Чхоль Ам
- Хван Син Он як О Сі Йон
- Ян Чі Іль як Чхве Син Пхьо
- Кім Сон А як Чон Хє Су

#### Люди навколо Юн Тхе І
- Чхве Чон У як батько Тхе І
- О Йон Сіль як мати Тхе І
- Йон У як Тхе Йон[7][8]

#### Мандрівники у часі
- О Йон А як Ин Су Мо
- Лі Чон Хьон як Ян Хон Соп
- Пак Ін Су як Лі Се Хун
- Юн Чу Ман як Чу Хе Мін

#### Інші
- Пе Хе Сон як Кім Ін Сок
- Мін Чун Хо як Кім Чон Бе
- Лі Су Ун як Чон Кі Хун
- Лім Че Хьок як Лі Те Джін

## Оригінальні звукові доріжки

### Альбом частинами
| Alice (Original Television Soundtrack), Pt.1 | Alice (Original Television Soundtrack), Pt.1 | Alice (Original Television Soundtrack), Pt.1 | Alice (Original Television Soundtrack), Pt.1 | Alice (Original Television Soundtrack), Pt.1 | Alice (Original Television Soundtrack), Pt.1 |
| #                                            | Назва                                        | Автор слів                                   | Автор музики                                 | Виконавець                                   | Тривалість                                   |
| -------------------------------------------- | -------------------------------------------- | -------------------------------------------- | -------------------------------------------- | -------------------------------------------- | -------------------------------------------- |
| 1.                                           | «Secret»                                     | Пак Се Джун, Пак Є Со, ISHXRK                | Пак Се Джун, У Чі Хун                        | Юджу (з GFriend), ISHXRK                     | 3:52                                         |
| 2.                                           | «Secret» (Inst.)                             |                                              | Пак Се Джун, У Чі Хун                        | Юджу (з GFriend)                             | 3:52                                         |

| Alice (Original Television Soundtrack), Pt.2 | Alice (Original Television Soundtrack), Pt.2 | Alice (Original Television Soundtrack), Pt.2 | Alice (Original Television Soundtrack), Pt.2       | Alice (Original Television Soundtrack), Pt.2 | Alice (Original Television Soundtrack), Pt.2 |
| #                                            | Назва                                        | Автор слів                                   | Автор музики                                       | Виконавець                                   | Тривалість                                   |
| -------------------------------------------- | -------------------------------------------- | -------------------------------------------- | -------------------------------------------------- | -------------------------------------------- | -------------------------------------------- |
| 1.                                           | «Whenever Wherever Whatever»                 | Хан Кьон Су (ARTMATIC)                       | Хан Кьон Су (ARTMATIC), Kiss Me Joy, Чхве Мін Джун | Бен                                          | 3:48                                         |
| 2.                                           | «Whenever Wherever Whatever» (Inst.)         |                                              | Хан Кьон Су (ARTMATIC), Kiss Me Joy, Чхве Мін Джун | Бен                                          | 3:48                                         |

| Alice (Original Television Soundtrack), Pt.3 | Alice (Original Television Soundtrack), Pt.3 | Alice (Original Television Soundtrack), Pt.3 | Alice (Original Television Soundtrack), Pt.3 | Alice (Original Television Soundtrack), Pt.3 | Alice (Original Television Soundtrack), Pt.3 |
| #                                            | Назва                                        | Автор слів                                   | Автор музики                                 | Виконавець                                   | Тривалість                                   |
| -------------------------------------------- | -------------------------------------------- | -------------------------------------------- | -------------------------------------------- | -------------------------------------------- | -------------------------------------------- |
| 1.                                           | «The Star»                                   | Ха На                                        | Tom and Jerry                                | Ім Хан Бьоль                                 | 4:11                                         |
| 2.                                           | «The Star» (Inst.)                           |                                              | Tom and Jerry                                | Ім Хан Бьоль                                 | 4:11                                         |

| Alice (Original Television Soundtrack), Pt.4 | Alice (Original Television Soundtrack), Pt.4 | Alice (Original Television Soundtrack), Pt.4 | Alice (Original Television Soundtrack), Pt.4 | Alice (Original Television Soundtrack), Pt.4 | Alice (Original Television Soundtrack), Pt.4 |
| #                                            | Назва                                        | Автор слів                                   | Автор музики                                 | Виконавець                                   | Тривалість                                   |
| -------------------------------------------- | -------------------------------------------- | -------------------------------------------- | -------------------------------------------- | -------------------------------------------- | -------------------------------------------- |
| 1.                                           | «From You»                                   | Чон Кин Хва (Weeky1)                         | Чон Кин Хва (Weeky1), Сім                    | N.Flying                                     | 3:47                                         |
| 2.                                           | «From You» (Inst.)                           |                                              | Чон Кин Хва (Weeky1), Сім                    | N.Flying                                     | 3:47                                         |

| Alice (Original Television Soundtrack), Pt.5 | Alice (Original Television Soundtrack), Pt.5 | Alice (Original Television Soundtrack), Pt.5          | Alice (Original Television Soundtrack), Pt.5 | Alice (Original Television Soundtrack), Pt.5 | Alice (Original Television Soundtrack), Pt.5 |
| #                                            | Назва                                        | Автор слів                                            | Автор музики                                 | Виконавець                                   | Тривалість                                   |
| -------------------------------------------- | -------------------------------------------- | ----------------------------------------------------- | -------------------------------------------- | -------------------------------------------- | -------------------------------------------- |
| 1.                                           | «Don't You Forget»                           | Кім Су Бін (AIMING), Кім Мін Дже (AIMING), Чон Ін Сон | Кім Су Бін (AIMING), Кім Мін Дже (AIMING)    | Noel                                         | 3:59                                         |
| 2.                                           | «Don't You Forget» (Inst.)                   |                                                       | Кім Су Бін (AIMING), Кім Мін Дже (AIMING)    | Noel                                         | 3:59                                         |

## Рейтинги
Найнижчі рейтинги позначені синім кольором, а найвищі — червоним кольором.
| 1                | 1                | 28 серпня 2020   | 4,1 %  | Н/Д    | Н/Д   |
| 1                | 2                | 28 серпня 2020   | 6,1 %  | 6,3 %  | 5,2 % |
| 2                | 1                | 29 серпня 2020   | 6,4 %  | 7,0 %  | Н/Д   |
| 2                | 2                | 29 серпня 2020   | 9,2 %  | 10,2 % | 8,9 % |
| 3                | 1                | 4 вересня 2020   | 7,2 %  | 8,1 %  | 6,5 % |
| 3                | 2                | 4 вересня 2020   | 8,4 %  | 9.8 %  | 7,9 % |
| 4                | 1                | 5 вересня 2020   | 8,7 %  | 9,6 %  | 6,6 % |
| 4                | 2                | 5 вересня 2020   | 10,6 % | 11,4 % | 7,9 % |
| 5                | 1                | 11 вересня 2020  | 6,8 %  | 7,4 %  | 6,9 % |
| 5                | 2                | 11 вересня 2020  | 8,1 %  | 8,5 %  | 6,2 % |
| 6                | 1                | 12 вересня 2020  | 8,0 %  | 9,3 %  | Н/Д   |
| 6                | 2                | 12 вересня 2020  | 9,9 %  | 11,3 % | Н/Д   |
| 7                | 1                | 18 вересня 2020  | 7,4 %  | 8,2 %  | 6,5 % |
| 7                | 2                | 18 вересня 2020  | 8,6 %  | 9,4 %  | 7,3 % |
| 8                | 1                | 19 вересня 2020  | 7,4 %  | 7,7 %  | 6,4 % |
| 8                | 2                | 19 вересня 2020  | 9,6 %  | 10,0 % | 8,5 % |
| 9                | 1                | 25 вересня 2020  | 6,0 %  | 6,1 %  | 5,6 % |
| 9                | 2                | 25 вересня 2020  | 7,0 %  | 7,5 %  | 6,5 % |
| 10               | 1                | 26 вересня 2020  | 7,0 %  | 7,3 %  | 7,3 % |
| 10               | 2                | 26 вересня 2020  | 8,7 %  | 8,9 %  | 8,5 % |
| 11               | 1                | 9 жовтня 2020    | 6,0 %  | 6,2 %  | 5,4 % |
| 11               | 2                | 9 жовтня 2020    | 7,6 %  | 8,2 %  | 6,2 % |
| 12               | 1                | 10 жовтня 2020   | 7,2 %  | 7,6 %  | 6,6 % |
| 12               | 2                | 10 жовтня 2020   | 8,5 %  | 8,8 %  | 7,4 % |
| 13               | 1                | 16 жовтня 2020   | 6,4 %  | 7,3 %  | 5,3 % |
| 13               | 2                | 16 жовтня 2020   | 7,4 %  | 8,5 %  | 6,3 % |
| 14               | 1                | 17 жовтня 2020   | 6,1 %  | 6,7 %  | 5,7 % |
| 14               | 2                | 17 жовтня 2020   | 8,6 %  | 9,0 %  | 7,0 % |
| 15               | 1                | 23 жовтня 2020   | 5,9 %  | 6,1 %  | 5,4 % |
| 15               | 2                | 23 жовтня 2020   | 7,0 %  | 7,4 %  | 6,1 % |
| 16               | 1                | 24 жовтня 2020   | 7,0 %  | 7,3 %  | 5,6 % |
| 16               | 2                | 24 жовтня 2020   | 9,1 %  | 9,8 %  | 7,7 % |
| Середній рейтинг | Середній рейтинг | Середній рейтинг | 7,6 %  | —      | —     |

## Виноски
1. 1 2  11 і 12 серія були перенесені на 9 і 10 жовтня у зв'язку зі святом Чхусок, що припало на перший тиждень жовтня[21][22].
2. 1 2  — означає, що середні рейтинги невідомі через те, що рейтинги певних серій не записувалися.